# Élections sénatoriales égyptiennes de 2020
Les élections sénatoriales égyptiennes de 2020 ont lieu les 11 et 12 août 2020 avec des second tours les 8 et 9 septembre afin d'élire les membres du Sénat égyptien. La diaspora égyptienne vote quant à elle les deux jours précédant chaque tour de scrutin.
Le scrutin est marqué par une quasi absence des partis d'opposition réprimés par le gouvernement, et un désintérêt de la population pour un scrutin sans réel enjeux, conduisant à des taux de participation particulièrement bas. La Liste nationale unifiée menée par le Parti du futur de la nation, qui soutient de manière affirmée le président al-Sissi, obtient 173 sièges dès le premier tour sur les 200 à pourvoir — dont la totalité des 100 sièges au scrutin de liste, en l'absence de listes concurrentes —. Au second tour organisé un mois plus tard, la coalition remporte également la plupart des sièges, totalisant 194 sénateurs sur les 200 élus par la population.

## Système électoral
Le Sénat est la chambre haute du parlement bicaméral égyptien. Jusqu'en 2014, ce dernier comportait une chambre haute appelée Conseil consultatif, aboli à la suite de la Révolution égyptienne de 2011. La prise du pouvoir par Abdel Fattah al-Sissi conduit cependant au retour au bicamérisme avec l'adoption par référendum d'une révision de la constitution en avril 2019,.
Le Sénat ainsi recréé est composé de trois cents sénateurs renouvelés tous les cinq ans, dont un tiers nommé par le président et les deux tiers restants élus directement par la population. Sur ces deux cents sénateurs élus, cent le sont au scrutin uninominal majoritaire à deux tours dans autant de circonscriptions électorales et les cent autres au scrutin proportionnel plurinominal avec listes fermées et seuil électoral de 5 %. Ces derniers sont répartis dans quatre circonscriptions dont deux de trente-cinq sièges et deux autres de quinze, basées sur les limites des vingt-sept gouvernorats du pays,,. Les candidats doivent être âgés d'au moins vingt-cinq ans, bénéficier de leurs droits civiques, avoir complété le cycle d'études primaires et avoir fait leur service militaire.
Le président nomme les 100 sénateurs restants entre l'annonce des résultats officiels des élections et la tenue de la première session de la chambre. Ces nominations sont à la discrétion du chef de l'État, mais sont soumises à plusieurs règles. Les nommés doivent répondre aux mêmes critères que ceux de candidatures des sénateurs élus. S'ils sont membres de partis politiques, la nomination de ces sénateurs ne doit pas aboutir à un changement de majorité. Ils ne peuvent appartenir au même parti politique que celui du président avant son élection, et ne peuvent avoir candidaté sans succès aux élections au scrutin direct. Enfin, un quota de 10 % de sièges réservés aux femmes doit être respecté.
Pour la première fois depuis 1959, les militaires sont autorisés à se présenter à des élections. Peu avant le scrutin, un amendement interdit cependant aux anciens officiers à la retraite de se présenter à une élection sans avoir obtenu au préalable l'autorisation du Conseil suprême des forces armées, une modification considérée comme ayant pour but de permettre au président al-Sissi — lui même un ancien général — d’écarter tout futur concurrent du même bord,.

## Campagne
Un total de 787 candidats et vingt-quatre partis sont en lice. La période de campagne officielle s'étale sur deux semaines du 20 juillet au 7 août. Il est interdit aux candidats d'utiliser des slogans religieux ou de faire campagne dans les lieux de cultes.
Le parti du futur de la nation (Mostaqbal Watan) part grand favori du scrutin. Ce soutien affirmé du président al-Sissi est en effet le seul à faire concourir des candidats dans la quasi-totalité des circonscriptions au scrutin majoritaire, et domine la principale coalition en lice, formée de onze partis sous le nom de Liste nationale unifiée. Cette dernière est également la seule formation a se présenter au scrutin de liste, ce qui devrait lui assurer un minimum de 100 sièges, la loi électorale exigeant simplement d'une liste qu'elle franchisse le seuil électoral en recueillant les voix d'au moins 5 % des suffrages.

## Résultats
Les résultats du premier tour sont annoncés le 19 août, et ceux du second tour le 16 septembre
|                               |                                 |                                 |                 |                 |                 |                  |                  |                  |                  |                  |                  |       |  |  |
| Parti                         | Parti                           | Parti                           | Proportionnelle | Proportionnelle | Proportionnelle | Circonscriptions | Circonscriptions | Circonscriptions | Circonscriptions | Circonscriptions | Circonscriptions | Total |  |  |
| Parti                         | Parti                           | Parti                           | Proportionnelle | Proportionnelle | Proportionnelle | Premier tour     | Premier tour     | Premier tour     | Second tour      | Second tour      | Second tour      | Total |  |  |
| Parti                         | Parti                           | Parti                           | Votes           | %               | Sièges          | Votes            | %                | Sièges           | Votes            | %                | Sièges           | Total |  |  |
|                               |                                 | Parti du futur de la nation     |                 | 100,00          | 70              |                  |                  | 68               |                  |                  | 20               | 158   |  |  |
|                               | Parti populaire républicain     | 7                               |                 | 100,00          |                 | 5                |                  |                  | 1                | 13               |                  |       |  |  |
|                               | Parti de l'assemblée            | 5                               |                 | 100,00          |                 | 0                |                  |                  | 0                | 5                |                  |       |  |  |
|                               | Néo-Wafd                        | 4                               |                 | 100,00          |                 | 0                |                  |                  | 0                | 4                |                  |       |  |  |
|                               | Gardiens de la nation           | 3                               |                 | 100,00          |                 | 0                |                  |                  | 0                | 3                |                  |       |  |  |
|                               | Réforme et développement        | 3                               |                 | 100,00          |                 | 0                |                  |                  | 0                | 3                |                  |       |  |  |
|                               | Parti social démocratique       | 3                               |                 | 100,00          |                 | 0                |                  |                  | 0                | 3                |                  |       |  |  |
|                               | Mouvement national              | 2                               |                 | 100,00          |                 | 0                |                  |                  | 0                | 2                |                  |       |  |  |
|                               | Parti égyptien de la liberté    | 1                               |                 | 100,00          |                 | 0                |                  |                  | 0                | 1                |                  |       |  |  |
|                               | Tagammu                         | 1                               |                 | 100,00          |                 | 0                |                  |                  | 0                | 1                |                  |       |  |  |
|                               | Parti de l’Égypte moderne       | 1                               |                 | 100,00          |                 | 0                |                  |                  | 0                | 1                |                  |       |  |  |
| Total Liste nationale unifiée | Total Liste nationale unifiée   | 100                             |                 | 100,00          |                 | 73               |                  |                  | 21               | 194              |                  |       |  |  |
|                               | Coalition Ittihad               | Coalition Ittihad               |                 |                 |                 |                  |                  | 0                |                  |                  | 0                | 0     |  |  |
|                               | Coalition longue vie à l’Égypte | Coalition longue vie à l’Égypte |                 |                 |                 |                  |                  | 0                |                  |                  | 0                | 0     |  |  |
|                               | Autres partis                   | Autres partis                   |                 |                 |                 |                  |                  | 0                |                  |                  | 0                | 0     |  |  |
|                               | Indépendants                    | Indépendants                    |                 |                 |                 |                  |                  | 1                |                  |                  | 5                | 6     |  |  |
|                               | Sénateurs nommés                | Sénateurs nommés                |                 |                 |                 |                  |                  |                  |                  |                  |                  | 100   |  |  |
|                               |                                 |                                 |                 |                 |                 |                  |                  |                  |                  |                  |                  |       |  |  |
| Votes valides                 | Votes valides                   | Votes valides                   | 7 577 741       | 84,58           |                 | 7 577 741        | 84,58            |                  | 2 451 704        | 84,99            |                  |       |  |  |
| Votes blancs et invalides     | Votes blancs et invalides       | Votes blancs et invalides       | 1 381 294       | 15,42           | 1 381 294       | 15,42            | 433 053          | 15,01            |                  |                  |                  |       |  |  |
| Total                         | Total                           | Total                           | 8 959 035       | 100             | 100             | 8 959 035        | 100              | 74               | 2 884 757        | 100              | 26               | 300   |  |  |
| Abstentions                   | Abstentions                     | Abstentions                     | 53 981 130      | 85,77           |                 | 53 981 130       | 85,77            |                  | 25 333 123       | 89,78            |                  |       |  |  |
| Inscrits / participation      | Inscrits / participation        | Inscrits / participation        | 62 940 165      | 14,23           | 62 940 165      | 14,23            | 28 817 880       | 10,22            |                  |                  |                  |       |  |  |

## Analyse et conséquences
Le scrutin est marqué par une très forte abstention, seuls 14,23 % des inscrits s'étant rendus aux urnes au premier tour. Sur plus de 63 millions d'électeurs potentiels, seuls huit millions auraient ainsi voté, dont un million de votes blancs ou nuls. La population montre ainsi son désintérêt pour le Sénat, chambre haute consultative dépourvue de réels pouvoirs qui est alors perçue comme ayant surtout pour fonction de placer des proches du pouvoir à des positions confortables associées à une immunité judiciaire. Un manque d'enjeu exacerbé par l'absence de réelle compétition entre les listes, le gouvernement ayant muselé l'opposition,,.
Sans surprise, le scrutin est dominé par la Liste nationale unifiée menée par le Parti du futur de la nation. Seule en lice au scrutin de liste, la coalition remporte l'intégralité des 100 sièges à la proportionnelle. Sur les cent sièges à pourvoir au scrutin majoritaire, soixante-quatorze le sont dès le premier tour, les vingt-six autres se retrouvant en ballotage au mois de septembre,. Sur les 52 candidats encore en lice pour ces sièges, vingt-quatre appartiennent au Parti du futur de la nation, qui domine également le second tour.
Malgré des menaces de poursuites envers les quelque cinquante millions d'abstentionnistes du premier tour, le second connait une nouvelle baisse de la participation, qui s'établit à 10,22 %. Le parti du futur de la nation remporte vingt sièges et le Parti populaire républicain un autre, les cinq sièges restants allant à des indépendants. La Liste nationale unifiée totalise ainsi 194 sénateurs sur les deux cents directement élus.
La séance inaugurale a lieu le 18 octobre suivant. Abdel Wahab Abdel Razek, du parti Néo-Wafd est élu à la présidence.